# IZOD IndyCar World Championship de 2011
O IZOD IndyCar World Championship de 2011 seria a décima-sétima e última corrida da temporada de 2011 da IndyCar Series. A corrida foi disputada no dia 16 de outubro no Las Vegas Motor Speedway, localizado na cidade de Las Vegas, em Nevada. Foi cancelada após o acidente envolvendo quinze carros na décima-primeira volta, que vitimou o britânico Dan Wheldon.

## Desafio dos cinco milhões de dólares
A IndyCar anunciou no início de 2011 que permitiria que pilotos de outras categorias disputassem a prova, e se esse piloto vencesse ganharia um prêmio de cinco milhões de dólares. Porém, a categoria não conseguiu trazer pilotos de outras categorias, e acabou tendo que mudar a regra. Apenas o inglês Dan Wheldon disputou o prêmio, sendo que ele largou na última posição e se vencesse dividiria o prêmio de cinco milhões de dólares com um torcedor.
Na volta de número 11, Wheldon sofreu um acidente envolvendo 15 carros, e foi levado a um hospital. Devido às lesões na cabeça, não resistiu e faleceu, aos 33 anos de idade.
O acidente teve início após o neozelandês Wade Cunningham perder o controle do carro após tocar na roda traseira do canadense James Hinchcliffe durante uma disputa de ultrapassagem. Além de Wheldon e Cunningham, envolveram-se no acidente: Will Power (Penske) - que disputava o título - , Vítor Meira (A. J. Foyt Enterprises), Paul Tracy (Dragon Racing), J. R. Hildebrand (Panther), Jay Howard (Rahal Letterman Lanigan), Tomas Scheckter (Sarah Fisher Racing), Pippa Mann (Rahal Letterman Lanigan), Charlie Kimball (Chip Ganassi), Townsend Bell (Dreyer & Reinbold), Ernesto Viso (KV Racing), Alex Lloyd (Dale Coyne) e Buddy Rice (Panther).
Logo após a confirmação da morte de Wheldon, os 19 pilotos que escaparam do acidente deram 5 voltas no circuito em homenagem ao piloto inglês. O resultado da prova não foi contabilizado para as estatísticas da IndyCar. O escocês Dario Franchitti, da Chip Ganassi Racing, conquistou o tetracampeonato da categoria, mas o resultado ficou em segundo plano com a tragédia.

## Pilotos e Equipes
Foram escritos 34 carros para corrida.
| Nº | Piloto                 | Equipe                             | Chassis | Motor | Pneu |
| -- | ---------------------- | ---------------------------------- | ------- | ----- | ---- |
| 2  | Oriol Servià           | Newman/Haas Racing                 | Dallara | Honda | F    |
| 3  | Hélio Castroneves      | Team Penske                        | Dallara | Honda | F    |
| 4  | J. R. Hildebrand (R)   | Panther Racing                     | Dallara | Honda | F    |
| 5  | Takuma Sato            | KV Racing Technology - Lotus       | Dallara | Honda | F    |
| 6  | Ryan Briscoe           | Team Penske                        | Dallara | Honda | F    |
| 7  | Danica Patrick         | Andretti Autosport                 | Dallara | Honda | F    |
| 8  | Paul Tracy             | Dragon Racing                      | Dallara | Honda | F    |
| 9  | Scott Dixon            | Chip Ganassi Racing                | Dallara | Honda | F    |
| 10 | Dario Franchitti       | Chip Ganassi Racing                | Dallara | Honda | F    |
| 11 | Davey Hamilton         | Dreyer & Reinbold Racing           | Dallara | Honda | F    |
| 12 | Will Power             | Team Penske                        | Dallara | Honda | F    |
| 14 | Vitor Meira            | A. J. Foyt Enterprises             | Dallara | Honda | F    |
| 15 | Jay Howard             | Rahal Letterman Lanigan Racing     | Dallara | Honda | F    |
| 17 | Wade Cunningham (R)    | AFS Racing/Sam Schmidt Motorsports | Dallara | Honda | F    |
| 18 | James Jakes (R)        | Dale Coyne Racing                  | Dallara | Honda | F    |
| 19 | Alex Lloyd             | Dale Coyne Racing                  | Dallara | Honda | F    |
| 22 | Townsend Bell          | Dreyer & Reinbold Racing           | Dallara | Honda | F    |
| 24 | Ana Beatriz (R)        | Dreyer & Reinbold Racing           | Dallara | Honda | F    |
| 26 | Marco Andretti         | Andretti Autosport                 | Dallara | Honda | F    |
| 27 | Mike Conway            | Andretti Autosport                 | Dallara | Honda | F    |
| 28 | Ryan Hunter-Reay       | Andretti Autosport                 | Dallara | Honda | F    |
| 30 | Pippa Mann (R)         | Rahal Letterman Lanigan Racing     | Dallara | Honda | F    |
| 34 | Sebastián Saavedra (R) | Conquest Racing                    | Dallara | Honda | F    |
| 38 | Graham Rahal           | Chip Ganassi Racing                | Dallara | Honda | F    |
| 44 | Buddy Rice             | Panther Racing                     | Dallara | Honda | F    |
| 57 | Tomas Scheckter        | Sarah Fisher Racing                | Dallara | Honda | F    |
| 59 | Ernesto Viso           | KV Racing Technology - Lotus       | Dallara | Honda | F    |
| 67 | Ed Carpenter           | Sarah Fisher Racing                | Dallara | Honda | F    |
| 77 | Dan Wheldon            | Sam Schmidt Motorsports            | Dallara | Honda | F    |
| 78 | Simona de Silvestro    | HVM Racing                         | Dallara | Honda | F    |
| 82 | Tony Kanaan            | KV Racing Technology - Lotus       | Dallara | Honda | F    |
| 83 | Charlie Kimball (R)    | Chip Ganassi Racing                | Dallara | Honda | F    |
| 98 | Alex Tagliani (R)      | Bryan Herta Autosport              | Dallara | Honda | F    |
| 06 | James Hinchcliffe (R)  | Newman/Haas Racing                 | Dallara | Honda | F    |

- (R) - Rookie

## Resultados

### Treino classificatório
| Treino classificatório - 15 de outubro | Treino classificatório - 15 de outubro | Treino classificatório - 15 de outubro | Treino classificatório - 15 de outubro | Treino classificatório - 15 de outubro | Treino classificatório - 15 de outubro | Treino classificatório - 15 de outubro |
| Pos.                                   | Nº                                     | Piloto                                 | Equipe                                 | Volta 1                                | Volta 2                                | Tempo total                            |
| -------------------------------------- | -------------------------------------- | -------------------------------------- | -------------------------------------- | -------------------------------------- | -------------------------------------- | -------------------------------------- |
| 1                                      | 82                                     | Tony Kanaan                            | KV Racing Technology - Lotus           | 25.0340                                | 25.0242                                | 0:50.0582                              |
| 2                                      | 2                                      | Oriol Servià                           | Newman/Haas Racing                     | 25.0320                                | 25.0299                                | 0:50.0619                              |
| 3                                      | 67                                     | Ed Carpenter                           | Sarah Fisher Racing                    | 25.1066                                | 25.0801                                | 0:50.1867                              |
| 4                                      | 98                                     | Alex Tagliani                          | Bryan Herta Autosport                  | 25.1251                                | 25.1022                                | 0:50.2273                              |
| 5                                      | 6                                      | Ryan Briscoe                           | Team Penske                            | 25.1320                                | 25.1408                                | 0:50.2728                              |
| 6                                      | 26                                     | Marco Andretti                         | Andretti Autosport                     | 25.1292                                | 25.1438                                | 0:50.2730                              |
| 7                                      | 28                                     | Ryan Hunter-Reay                       | Andretti Autosport                     | 25.1598                                | 25.1333                                | 0:50.2931                              |
| 8                                      | 38                                     | Graham Rahal                           | Chip Ganassi Racing                    | 25.1583                                | 25.1535                                | 0:50.3118                              |
| 9                                      | 7                                      | Danica Patrick                         | Andretti Autosport                     | 25.1754                                | 25.1440                                | 0:50.3194                              |
| 10                                     | 27                                     | Mike Conway                            | Andretti Autosport                     | 25.1773                                | 25.1428                                | 0:50.3201                              |
| 11                                     | 3                                      | Hélio Castroneves                      | Team Penske                            | 25.1750                                | 25.1485                                | 0:50.3235                              |
| 12                                     | 17                                     | Wade Cunningham (R)                    | AFS Racing/Sam Schmidt Motorsports     | 25.1814                                | 25.1687                                | 0:50.3501                              |
| 13                                     | 9                                      | Scott Dixon                            | Chip Ganassi Racing                    | 25.1672                                | 25.2001                                | 0:50.3673                              |
| 14                                     | 06                                     | James Hinchcliffe (R)                  | Newman/Haas Racing                     | 25.1848                                | 25.1855                                | 0:50.3703                              |
| 15                                     | 4                                      | J. R. Hildebrand (R)                   | Panther Racing                         | 25.1840                                | 25.2006                                | 0:50.3846                              |
| 16                                     | 5                                      | Takuma Sato                            | KV Racing Technology - Lotus           | 25.2003                                | 25.1871                                | 0:50.3874                              |
| 17                                     | 12                                     | Will Power                             | Team Penske                            | 25.2153                                | 25.1956                                | 0:50.4109                              |
| 18                                     | 10                                     | Dario Franchitti                       | Chip Ganassi Racing                    | 25.2204                                | 25.1984                                | 0:50.4188                              |
| 19                                     | 34                                     | Sebastián Saavedra (R)                 | Conquest Racing                        | 25.2356                                | 25.2184                                | 0:50.4540                              |
| 20                                     | 19                                     | Alex Lloyd                             | Dale Coyne Racing                      | 25.2283                                | 25.2306                                | 0:50.4589                              |
| 21                                     | 83                                     | Charlie Kimball (R)                    | Chip Ganassi Racing                    | 24.5073                                | 24.5181                                | 0:49.0254                              |
| 22                                     | 22                                     | Townsend Bell                          | Dreyer & Reinbold Racing               | 25.2883                                | 25.2660                                | 0:50.5443                              |
| 23                                     | 57                                     | Tomas Scheckter                        | Sarah Fisher Racing                    | 25.2914                                | 25.2819                                | 0:50.5733                              |
| 24                                     | 11                                     | Davey Hamilton                         | Dreyer & Reinbold Racing               | 25.3588                                | 25.2889                                | 0:50.6477                              |
| 25                                     | 14                                     | Vitor Meira                            | A. J. Foyt Enterprises                 | 25.3747                                | 25.3237                                | 0:50.6984                              |
| 26                                     | 8                                      | Paul Tracy                             | Dragon Racing                          | 25.4167                                | 25.4236                                | 0:50.8403                              |
| 27                                     | 15                                     | Jay Howard                             | Rahal Letterman Lanigan Racing         | 25.4637                                | 25.4961                                | 0:50.8598                              |
| 28                                     | 30                                     | Pippa Mann (R)                         | Rahal Letterman Lanigan Racing         | 25.4970                                | 25.4608                                | 0:50.9578                              |
| 29                                     | 24                                     | Ana Beatriz (R)                        | Dreyer & Reinbold Racing               | 25.4996                                | 25.4591                                | 0:50.9587                              |
| 30                                     | 78                                     | Simona de Silvestro                    | HVM Racing                             | 25.4694                                | 25.4943                                | 0:50.9637                              |
| 31                                     | 59                                     | Ernesto Viso                           | KV Racing Technology - Lotus           |                                        |                                        | sem tempo                              |
| 32                                     | 18                                     | James Jakes (R)                        | Dale Coyne Racing                      |                                        |                                        | sem tempo[N1]                          |
| 33                                     | 44                                     | Buddy Rice                             | Panther Racing                         | 25.2346                                | 25.2064                                | 0:50.4410[N2]                          |
| 34                                     | 77                                     | Dan Wheldon                            | Sam Schmidt Motorsports                | 25.1540                                | 25.7447                                | 0:50.8987[N3]                          |
| Relatório[ligação inativa]             |                                        |                                        |                                        |                                        |                                        |                                        |

- (R) - Rookie

- N1 ↑ James Jakes largou com um carro reserva da KV Racing Technology.
- N2 ↑ Buddy Rice teve seu tempo cancelado por ter encostado os pneus na faixa branca na parte interna da pista.
- N3 ↑ Dan Wheldon largou em último devido as regras do Go Daddy INDYCAR Challenge.

## A corrida inacabada
Na volta 11, o neozelandês Wade Cunningham, da AFS Racing/Sam Schmidt Motorsports, perdeu o controle do seu carro no meio da pista durante uma disputa de ultrapassagem com o canadense James Hinchcliffe, atingindo 15 carros que vinham atrás. Todos bateram no muro e na grade de proteção do circuito. A corrida foi interrompida com bandeira vermelha, e os fiscais da indy ajudavam os pilotos um por um. 
Enquanto todos saíam dos seus carros, Dan Wheldon não esboçava nenhuma reação. Seu carro, que ficou bastante destruído, foi coberto por uma lona amarela. A situação do bicampeão das 500 Milhas de Indianápolis era grave, e o britânico foi levado de helicóptero para o hospital de Las Vegas, mas não resistiu e faleceu. Os pilotos não-envolvidos no acidente, que estavam em reunião com a direção de prova, esperavam preocupados e com o anúncio oficial da morte de Wheldon, entraram em seus carros e deram cinco voltas na pista em homenagem ao inglês.

## Despedidas
Esta prova foi a última disputada por Danica Patrick (que foi para a NASCAR; ela ainda participaria das 500 Milhas de Indianápolis de 2018 antes de sua aposentadoria das pistas), Tomas Scheckter, Paul Tracy, Davey Hamilton, Alex Lloyd e Buddy Rice. A equipe Conquest Racing também deixou a Indy, porém fez uma parceria com a Andretti Autosport na SP indy 300 e nas 500 Milhas de Indianápolis. Foi também a última corrida com o chassi Dallara IR5, que deu lugar ao atual DW12 na temporada seguinte.